# Sweet Season
『Sweet Season』（スウィート・シーズン）は、TBS系列で1998年1月15日から3月26日まで全11話で放送されたテレビドラマ。主演は松嶋菜々子。放送時間は木曜日22:00-22:54（2月12日放送の第5話のみ、23:00-23:54）。平均視聴率は12.4%、最高視聴率は第9話の13.9%（ビデオリサーチ調べ）。

## 登場人物
- 藤谷真尋（25） - 松嶋菜々子

旅行会社H.I.S.に勤めるOL。同僚の中鉢豊と交際していたが別れ、課長の五嶋明良と不倫関係になり、五嶋の子供を妊娠する。
かつて不倫をしていた父を憎んでいたが、その父と同じことをしている自分にジレンマを感じている。兄がいたが、10歳で事故死しており、その原因も父にあると思っている。
- 五嶋明良（35） - 椎名桔平

H.I.S.の課長。会社では、部下に慕われるよき上司であったが、真尋と不倫関係に。
真尋が妊娠したことを知り、妻の千香子に離婚を切り出すが、事故で記憶喪失になり、真尋との記憶を失ってしまう。
- 五嶋千香子（35） - とよた真帆

女性誌の記者で、明良の妻。旧姓：海老原。明良からは「チカ」と呼ばれている。
子供が無く、仕事の忙しさからすれ違い生活になっている間に明良が不倫、夫の会社に怪文書を送りつける。
叔父が明良の会社の常務。真尋を自宅に呼び出し、「ここは明良との、歴史なのよ！」と真尋を責める。
- 中鉢豊（25） - 袴田吉彦

真尋の元交際相手。真尋が妊娠し中絶を考えている時に自分と結婚して産むよう持ちかける。
- 藤谷由真（20） - 矢田亜希子

真尋の妹。女子大生で、姉の会社でアルバイトをしている。
ぎくしゃくしがちな家族を和ませる役回りを果たしていたが、姉の不倫、父の過去の不倫を知り、態度を硬化させる。
- 神田真治（20） - 井ノ原快彦（当時 V6）

真也の隠し子。仙台市在住。ある日突然藤谷家を訪れる。
- 藤谷哉也子（49） - 市毛良枝

真尋、由真の母。不倫の末戻って来た夫真也を受け入れたが、隠し子の存在を知るに至り、離婚を切り出す。
真尋と真也の不仲に悩む。
- 藤谷真也（53） - 蟹江敬三

真尋、由真の父。真尋が五嶋と不倫旅行中のところを偶然発見する。かつて不倫をし、そのせいで長男が事故死したため、真尋には十数年無視され続けてきた。
その際に愛人がいる仙台へ家出をしたが、子供ができていたとは知らず、結局家族の元に戻った。
- 小泉富士（67） - 野際陽子

哉也子の母で、真尋、由真の祖母。18歳で出産し、愛人を作った夫と別れ、女手一つで哉也子を育てた。娘や孫たちとは仲がよいが、真也には冷たく、不仲である。かつて真也の愛人が仙台から訪ねてきた際には、手切れ金を渡して追い返している。真也の隠し子の存在を唯一知る人物。
- 五嶋正（53） - 前田吟

明良の父。第8話のみの出演。
- 小松原佐紀 - 安達香代子

真尋の友人。

## スタッフ
- 脚本 - 青柳祐美子
- プロデューサー - 貴島誠一郎
- 演出 - 福澤克雄、片山修、三城真一
- プロデューサー補 - 小松貴生
- 演出補 - 佐々木雅之、坪井敏雄、瀬戸口克陽、川嶋龍太郎、浜崎空
- 選曲 - 辻田昇司
- 音楽協力 - 日音
- 主題歌 - 「LOVE AFFAIR 〜秘密のデート」サザンオールスターズ （タイシタレーベル）
- 協力 - 東通、緑山スタジオ・シティ
- 製作著作 - TBS

## サブタイトル
| 第1話                                                      | 1998年1月15日 | 愛人と呼ばないで | 12.1% |
| 第2話                                                      | 1998年1月22日 | 深みにはまる愛   | 12.4% |
| 第3話                                                      | 1998年1月29日 | 父親の不倫を暴露 | 12.0% |
| 第4話                                                      | 1998年2月5日  | シングル・マザー | 12.7% |
| 第5話                                                      | 1998年2月12日 | 別れられない言葉 | 11.6% |
| 第6話                                                      | 1998年2月19日 | 妻の激しい反撃   | 12.1% |
| 第7話                                                      | 1998年2月26日 | 私の人生返して!  | 10.5% |
| 第8話                                                      | 1998年3月5日  | 隠し子           | 13.5% |
| 第9話                                                      | 1998年3月12日 | 記憶             | 13.9% |
| 第10話                                                     | 1998年3月19日 | 帰らざる愛の日々 | 12.2% |
| 最終話                                                     | 1998年3月26日 | 幸せへの結論     | 13.3% |
| 平均視聴率 12.4%（視聴率は関東地区・ビデオリサーチ社調べ） |               |                  |       |

- 第5話は『長野オリンピック』中継の為、23:00 - 23:54に放送[1]。

## 受賞歴
- 第16回ザテレビジョンドラマアカデミー賞
  - 撮影賞
  - タイトルバック賞（福澤克雄）